# Aderus gravidicornis
Aderus gravidicornis là một loài bọ cánh cứng trong họ Aderidae. Loài này được Wollaston miêu tả khoa học năm 1867.